# Asingan
Asingan (Bayan ng Asingan) är en kommun i Filippinerna. Kommunen ligger på ön Luzon, och tillhör provinsen Pangasinan. Folkmängden uppgår till 51 225 invånare.

## Barangayer
Asingan är indelat i 21 barangayer.
| - Ariston Este - Ariston Weste - Bantog - Baro - Bobonan - Cabalitian - Calepaan - Carosucan Norte - Carosucan Sur - Coldit - Domanpot | - Dupac - Macalong - Palaris - Poblacion East - Poblacion West - San Vicente Este - San Vicente Weste - Sanchez - Sobol - Toboy |